# عبد الغفار شديد
عبد الغفار شديد عبد الغفار (1938 - ) هو مصور ورسام وفنان تشكيلي مصري.

## حياته
ولد عبد الغفار شديد في 10 أكتوبر 1938 في مدينة القليوبية، حاصل على شهادة البكالوريوس من كلية الفنون الجميلة عام 1962، بعدها قرر دراسة الفن في ألمانيا بأكاديمية الفنون الجميلة بمدينة ميونخ، حصل على الدبلوم عام 1973، بعدها حصل على الماجستير في تاريخ الفن وعلم المصريات من جامعة لودفيج ماكسيميليان في ميونخ عام 1983، ثم حصل على الدكتوراه من نفس الجامعة في تاريخ الفن العام وعلم المصريات واليوناني والروماني عام 1985.

## عضوية ومناصب
- عضو نقابة الفنانين التشكيليين المصريين (تصوير).
- عضو نقابة الفنانين التشكيليين في بارفاريا - ألمانيا.
- عضو الهيئة الدولية للمتاحف (الايكوم).
- عضو جمعية الفن ومنظرو الفن (الايكا).
- أستاذ تاريخ الفن المصري القديم - جامعة ميونخ - ألمانيا 1986.
- أستاذ تاريخ الفن بكلية الفنون الجميلة - جامعة حلوان 1995.
- رئيس قسم تاريخ الفن الذي أسسه بكلية الفنون الجميلة - جامعة حلوان 1998.

## المعارض
- معرض شخصي في ميونخ 1970، 1972، 1973، 1989.
- معرض جماعي بدار بلوته في ميونخ 1980.
- معرض شخصي في هيلدسهايم 1987.
- معرض شخصي في فرانكفوت 1988.
- شارك في ترينالي الجرافيك - القاهرة 1996.
- الصالون الأول لفن الرسم (أسود ـ أبيض) بمركز الجزيرة للفنون مايو 2004.
- معرض بعنوان (مختارات) بجاليري إبداع - الزمالك مارس 2022.
- معرض بعنوان (مختارات عربية) الرابع بجاليري ضي للفنون والثقافة - المهندسين يونيو 2022.

## روابط خارجية
- ملف الفنان على موقع mutualart